# 1625
| 1625               |
| ------------------ |
| Dødsfald - Fødsler |
|                    |

| Gregoriansk kalender | 1625 MDCXXV             |
| Ab urbe condita      | 2378                    |
| Armensk kalender     | 1074 ԹՎ ՌՀԴ             |
| Kinesiske kalender   | 4321 – 4322 甲子 – 乙丑 |
| Etiopisk kalender    | 1617 – 1618             |
| Jødisk kalender      | 5385 – 5386             |
| Hindukalendere       |                         |
| - Vikram Samvat      | 1680 – 1681             |
| - Shaka Samvat       | 1547 – 1548             |
| - Kali Yuga          | 4726 – 4727             |
| Iransk kalender      | 1003 – 1004             |
| Islamisk kalender    | 1034 – 1035             |

Konge i Danmark: Christian 4. 1588-1648
Se også 1625 (tal)

## Begivenheder
- 27. marts - Karl 1. bliver konge af England, Skotland og Irland og gør samtidig krav på den franske krone

## Født
- 13. august - Rasmus Bartholin dansk videnskabsmand og professor i medicin og geometri ved Københavns Universitet (død 1698).

## Dødsfald
- 27. marts - Jakob 6. af Skotland fra 1567 og senere i 1603 1. af England til sin død. Han fødtes i 1566 og var gift med Frederik 2.s datter, Anna af Danmark.